# جيرنوت بومه
جيرنوت بومه (بالألمانية: Gernot Böhme)‏ (دساو روسلاو، 3 يناير 1937) هو فيلسوف ألماني.وكان أستاذا للفلسفة في جامعة دارمشتات واهتم بشكل خاص بفلسفة العلم، وعلم الجمال والأخلاق والأنثروبولوجيا الفلسفية. وهو مؤلف العديد من المنشورات عن أفلاطون، كانط وغوته، فضلا عن المقابلات والمقالات في الصحف والمجلات.